# Johann Kofler
Johann Kofler (* 7. Dezember 1838 in Sterzing, Südtirol; † 5. Juli 1906) war bis 1892 Bürgermeister von Sterzing und später Landtagsabgeordneter.

## Leben
1838 wurde Johann Kofler als Sohn des Apothekers Franz Kofler und der Anna Bergmeister in Sterzing geboren. Er schloss sein Studium mit dem Diplom als Magister pharmaciae ab und praktizierte in Innsbruck und Triest. 1867 heiratete er Elisabeth von Klebelsberg aus Bruneck. Die Bevölkerung vertraute ihm schon in jungen Jahren das Amt des Bürgermeisters an, welches er bis zum Jahre 1892 bekleidete.
Er beschäftigte sich hauptsächlich mit der Modernisierung der Stadt Sterzing; unter ihm fand die Verbauung des Vallerbaches, die Vollendung des Turmhelmes nach einem Brand, die Erbauung der ersten öffentlichen Waage, der Ankauf des Deutschen Hauses und die dortige Errichtung eines Spitals statt. Zudem war er verantwortlich für die Entsumpfung des Sterzinger Mooses, der Errichtung der Kanalisation und er war Mitbegründer der Molkereigesellschaft.  
Johann Kofler war zeitweilig auch Landtagsabgeordneter.
1904 wurde er aufgrund seiner Verdienste zum Ehrenbürger der Stadt ernannt und erhielt das Goldene Verdienstkreuz mit der Krone.